# Кейн-Бедс (Аризона)
Кейн-Бедс (англ. Cane Beds) — некорпоративное сообщество и статистически обособленная местность (СОМ) в округе Мохаве, штат Аризона, США. Она находится в 6 км к югу от границы с Ютой в Аризона-Стрип и поддерживается службами в Юте, а также некоторыми службами в Неваде.
Население по переписи 2020 года составляло 466 человек. Исторически община является мормонской, а в настоящее время в неё также входят несколько семей из отколовшихся мормонских групп. Здесь развита небольшая индустрия туризма из-за близлежащих живописных пешеходных маршрутов.